# Kingston na Hullu
Kingston upon Hull, poznatiji kao Hull, lučki je grad i unitarna uprava na istočnoj obali Engleske u grofoviji Istočni Riding Yorkshirea. Smješten je 248 km sjeverno od Londona, na rijeci Hull koja je povezana s estuarijem Humber. Kralj Edvard I. je 1299. preimenovao grad u Kings Town upon Hull ("Kraljevski grad na Hullu"). Prema podacima iz 2008. u Hullu živi oko 260.000 ljudi. Hull je oduvijek bio poznat kao trgovački grad, luka za opskrbu vojske, ribarski centar i industrijska metropola.
Tijekom Drugog svjetskog rata Hull je pretrpio velika oštećenja, što je rezultiralo post-industrijskim padom i nepovoljnim rezultatima socijalne deprivacije, međutim, Hull je krenuo u opsežan program gospodarske obnove.
Hull je jedinstven u Velikoj Britaniji iz razloga što ima vlastiti telefonski sustav iz 1902. kao i posebne telefonske govornice krem boje koje pripadaju neovisnom operatoru Kingston Communications. Lokalni naglasak se izrazito razlikuje od onog u ostatku regije Yorkshire.
Hull ima bogato kulturno nasljeđe u što spada mnoštvo galerija i muzeja. Most Humber je od 1981. do 1998. bio najduži viseći most na svijetu, a danas se nalazi na 5. mjestu.

## Šport
- nogometni klub Hull City A.F.C., osnovan 1904. godine
- ragbi klub Hull F.C., član elitne europske ragbi lige

## Ugovori o partnerstvu
Kingston upon Hull ima ugovore o partnerstvu sa sljedećim gradovima:
- Freetown, Sijera Leone
- Niigata, Japan
- Raleigh, Sjeverna Karolina, SAD
- Reykjavík, Island
- Rotterdam, Nizozemska
- Szczecin, Poljska

## Vanjske poveznice
- Službena stranica (engl.)

### Ostali projekti
|  | Zajednički poslužitelj ima još gradiva o temi Kingston upon Hull |